# Cele Goldsmith Lalli
Cele Goldsmith Lalli, née le 8 avril 1933 à Scranton en Pennsylvanie et décédée le 14 janvier 2002 à Newtown dans le  Connecticut, est une éditrice américaine. Elle est la rédactrice en chef d'Amazing Stories de 1959 à 1965, de Fantastic de 1958 à 1965, puis du magazine Modern Bride.

## Biographie
Cele Goldsmith Lalli rejoint le monde de la science-fiction et de la fantasy en 1955, travaillant comme secrétaire et assistante de Howard Browne puis avec son successeur Paul W. Fairman. Lorsque Fairman quitte Ziff-Davis en 1958, Goldsmith prend la relève en tant que rédactrice en chef d'Amazing Stories et de Fantastic. Grâce à l'ouverture d'esprit de Goldsmith qui publie de nouveaux auteurs, Amazing et Fantastic deviennent « les deux magazines les plus excitants et originaux » en science-fiction et fantasy entre 1961 et 1964.
Parmi ses découvertes figurent Thomas M. Disch, Ursula K. Le Guin, Keith Laumer, Sonya Dorman, Larry Eisenberg (en) et Roger Zelazny. Elle joue un rôle déterminant dans la sortie de la retraite anticipée de Fritz Leiber (un numéro de 1959 est entièrement consacré à sa fiction) et est parmi les premières rédactrices américaines à publier l'auteur britannique J. G. Ballard .
Goldsmith se marie en 1964 et prend Lalli comme nom de famille. À cette époque, elle reçoit un prix de la World Science Fiction Convention pour son travail. Les successeurs de Fantastic et d'Amazing Barry Malzberg et Ted White ainsi que Ursula Le Guin prennent soin de noter l'importance de son exploit.
En 1965, Ziff-Davis vend les deux magazines de fiction à l'éditeur Sol Cohen, qui fonde Ultimate Publications pour les publier. Lalli continue chez Ziff-Davis, où elle travaille pour le magazine Modern Bride pendant 30 ans.
Peu de temps après sa retraite, elle est tuée dans un accident de voiture à Newtown, le 14 janvier 2002.